# 漢字データボックス
漢字データボックス（かんじ-）は日本IBMが販売していた、パーソナルコンピュータ向けのカード型データベースのソフトウェアである。

## 名称
日本IBMでの正式名称は「漢字データボックス」だが、開発元のリード・レックス社では「DATABOX」である。

## 概要
漢字データボックスは、マルチステーション5550の漢字DOSの上で稼働した。後に、後継であるPS/55のJDOS（IBM DOS J4.0、IBM DOS J5.0）およびDOS/V（IBM DOS J4.0/V、IBM DOS J5.0/V）用にも移植され販売された。
当時は現在のMicrosoft Accessのようなパーソナルコンピュータ上のリレーショナルデータベースは一般的ではなかったため、業務データの蓄積・検索に広く使われた。
漢字データボックスは、株式会社リード・レックスのヒット商品「DATABOX」を、マルチステーション5550等へ移植し、日本IBMからOEM販売されたものである。1998年には販売停止が発表された。その際の後継製品はリード・レックスの「F-1 DATABOX」とされた。